# Echeveria subrigida
Echeveria subrigida (B.L.Rob. & Seaton) Rose es una especie de planta suculenta de la familia de las crasuláceas.

## Distribución y Hábitat
Echeveria subrigida es nativa  de México y zonas vecinas.

## Descripción
Es una planta suculenta con gran rosetón, la mayoría solitarios, con hojas verdes glaucas que alcanzan los 30 cm  de diámetro. La Flores se encuentran en un tallo que alcanza hasta 50  cm. Las flores son de color amarillo.

## Cultivo
Fácilmente pierde sus raíces en invierno. Se propaga por esquejes y por división de la hoja cortada en primavera y verano.

## Taxonomía
Echeveria subrigida fue descrita por (B.L.Rob. & Seaton) Rose y publicado en Bulletin of the New York Botanical Garden 3: 10. 1903.
Etimología
Ver: Echeveria
subrigida: epíteto latino que significa "menos rígida".
Sinonimia:
- Cotyledon subrigida B.L.Rob. & Seaton
- Echeveria angusta Poelln.[4]